# 岩城英二
岩城 英二（いわしろ えいじ、1925年2月10日 - ）は日本の映画監督。兵庫県神戸市出身。

## 概歴
1943年に航空局航空機乗員養成所と水戸陸軍飛行学校を卒業。特攻隊を経て、1949年に新東宝に入社。1950年に東宝スタジオに移る。

## 主な作品

### チーフ助監督時代
1955年
- 4月24日 - ゴジラの逆襲 - 小田基義監督
- 11月29日 - 青い果実 - 青柳信雄監督

1956年
- 1月14日 - 花嫁会議 - 青柳信雄監督
- 6月28日 - 与太者と若旦那 - 青柳信雄監督
- 7月26日 - 箱入娘と番頭 - 青柳信雄監督
- 8月1日 - 五十年目の浮気 - 青柳信雄監督
- 12月12日 - サザエさん - 青柳信雄監督

1957年
- 4月9日 - 続・サザエさん - 青柳信雄監督
- 8月4日 - 生きている小平次 - 青柳信雄監督
- 8月27日 - 東北の神武たち - 市川崑監督
- 9月22日 - 大学の侍たち - 青柳信雄監督
- 12月28日 - サザエさんの青春 - 青柳信雄監督

1958年
- 2月18日 - お父さんはお人好し 家に五男七女あり - 青柳信雄監督
- 3月12日 - お父さんはお人好し 花嫁善哉 - 青柳信雄監督

1959年
- 3月15日 - 続・社長太平記 - 青柳信雄監督

### 監督時代
1959年
- 9月20日 - サラリーマン十戒

1960年
- 1月9日 - サラリーガール読本 むだ口 かげ口 へらず口
- 5月28日 - サラリーマン御意見帖 出世無用
- 8月9日 - 八百屋お七 江戸祭り一番娘
- 11月13日 - 花のセールスマン 背広三四郎

1961年
- 2月25日 - 背広三四郎 男は度胸
- 3月12日 - 背広三四郎 花の一本背負い
- 9月12日 - 新入社員十番勝負

1962年
- 2月4日 - 続新入社員十番勝負 サラリーマン一刀流